# Leptophyllosticta lychnitis
Leptophyllosticta lychnitis är en svampart som beskrevs av I.E. Brezhnev 1939. Leptophyllosticta lychnitis ingår i släktet Leptophyllosticta, divisionen sporsäcksvampar och riket svampar.   Inga underarter finns listade i Catalogue of Life.